# 祿坤
祿坤（1855年—？年）,荊州駐防正藍旗滿洲榮濤佐領（後為桂斌佐領）下人，光緒二年（1876年）丙子科繙譯舉人，光緒三年（1877年）丁丑科繙譯進士。

## 履歷[2]
- 中進士後，以主事用，改歸知縣原班銓選
- 光緒二十三年（1897年）七月，籤掣廣西潯州府貴縣知縣[3]。後任臨桂縣知縣[4][5]。
- 光緒三十一年（1905年）七月，因勞績保以應升之缺升用，在任侯升，嗣進服滿起復，籤掣直隸河間府寧津縣知縣。